# Robert Frind
Robert Frind (* 2. Dezember 1963 in Wien) ist ein ehemaliger österreichischer Fußballspieler und -trainer. Als Jugendlicher spielte er auf fast allen Positionen, auch als Torwart und Mittelstürmer. Im Nachwuchs der Wiener Austria entwickelte er sich schließlich zum Vorstopper und Innenverteidiger.

## Vereinskarriere
Frind begann im Alter von zehn Jahren in der Jugend des SC Columbia Floridsdorf Fußball zu spielen. Im Rahmen eines Knabenturieres im Jahr 1975 wurde die Austria auf ihn aufmerksam und holte ihn in ihre Nachwuchsabteilung. Er durchlief dort sämtliche Jugendmannschaften. Am 8. Mai 1982 kam er im Spiel gegen den Wiener Sport-Club zu seinem ersten Meisterschaftseinsatz in der Kampfmannschaft, als er in der 41. Spielminute Hans-Peter Buchleitner ersetzte. Nach je einem weiteren Einsatz im ÖFB-Cup und in der Meisterschaft in der Saison 1981/82 stand Frind noch zehn weitere Jahre im Kader „Veilchen“, mit einer kurzen Unterbrechung im Jahr 1988, als er bis Jahresende an den Wiener Sport-Club verliehen wurde. Ab 1985 war er Stammspieler, absolvierte 201 Pflichtspieleinsätze (307 insgesamt) für die Violetten und holte dabei fünf Meister- und vier Cuptitel.
1993 wechselte Frind für fünf Jahre zum SV Schwechat in die Regionalliga Ost, der mit seiner Beteiligung zwei Vizemeistertitel in der Regionalliga erreichte. Danach übernahm er die Funktion eines Spielertrainers beim ASK Mannersdorf (2. NÖ Landesliga), ebenso wie eine Saison später bei seinem Ex-Verein SV Schwechat. Kurzzeitig, in der 2. Jahreshälfte 2000, lief er in der burgenländischen II. Liga Mitte (5. Leistungsstufe) für den ASV Draßburg auf. Sein bisher letztes Engagement war 2001/02 wiederum das eines Spielertrainers beim KSV Ankerbrot Montelaa in der Wiener Stadtliga.

### Europacup
Sein Debüt im Europacup gab Frind am 18. September 1985 im Erstrundenspiel der Austria im Europacup der Landesmeister gegen Dynamo Berlin. Insgesamt brachte er es auf 24 Einsätze für die Wiener in internationalen Bewerben (9 Mal EC der Meister, 4 Mal EC der Cupsieger, 5 Mal UEFA-Cup und 6 Mal Intertoto-Cup). Sein einziges Tor erzielte er am 17. September 1986 im Meistercup gegen Avenir Beggen.

## Nationalteam
Frinds internationale Karriere begann in den Junioren-Auswahlmannschaften des ÖFB. Unter anderem stand er im Kader der U20-Mannschaft, die im Jahr 1983 an der Weltmeisterschaft in Mexiko teilnahm. Frind stand in allen drei Gruppenspielen auf dem Platz. 1986 wurde er unter Coach Branko Elsner in das für die Qualifikation zu den Olympischen Spielen 1988 aufgestellte Team Olympia berufen, für das er sieben Spiele absolvierte. Seine Premiere im A-Team stellte der 0:1-Auswärtssieg gegen Albanien dar. Insgesamt kam er in den Jahren 1987 und 1988 auf fünf Einsätze.

## Erfolge
- 5 × Österreichischer Meister mit Austria Wien 1984, 1985, 1986, 1991, 1992
- 4 × Österreichischer Cupsieger mit Austria Wien 1982, 1986, 1990, 1992
- 4 × Österreichischer Vizemeister mit Austria Wien 1983, 1987, 1988, 1990
- 2 × Österreichischer Cupfinalist mit Austria Wein 1984, 1985